# Procontarinia mangifoliae
Espèce
Procontarinia mangifoliae est une espèce d'insectes diptères de la famille des Cecidomyiidae, originaire de l'Inde.
Cette cécidomyie (moucheron) est un ravageur des cultures de manguiers.

## Synonymes
Selon DAFF :
- Indodiplosis mangifoliae Grover.